# Changé (Mayenne)
Changé és un municipi francès situat al departament de Mayenne i a la regió de País del Loira. L'any 2007 tenia 5.265 habitants.

## Demografia

### Població
El 2007 la població de fet de Changé era de 5.265 persones. Hi havia 1.943 famílies de les quals 343 eren unipersonals (123 homes vivint sols i 220 dones vivint soles), 723 parelles sense fills, 779 parelles amb fills i 98 famílies monoparentals amb fills.
La població ha evolucionat segons el següent gràfic:
Habitants censats

### Habitatges
El 2007 hi havia 2.013 habitatges, 1.953 eren l'habitatge principal de la família, 26 eren segones residències i 34 estaven desocupats. 1.841 eren cases i 170 eren apartaments. Dels 1.953 habitatges principals, 1.534 estaven ocupats pels seus propietaris, 404 estaven llogats i ocupats pels llogaters i 16 estaven cedits a títol gratuït; 12 tenien una cambra, 81 en tenien dues, 184 en tenien tres, 431 en tenien quatre i 1.245 en tenien cinc o més. 1.589 habitatges disposaven pel capbaix d'una plaça de pàrquing. A 683 habitatges hi havia un automòbil i a 1.193 n'hi havia dos o més.

### Piràmide de població
La piràmide de població per edats i sexe el 2009 era:
| Homes | Edats   | Dones |
| ----- | ------- | ----- |
| 0     | 95 o +  | 0     |
| 0     | 90 a 94 | 8     |
| 12    | 85 a 89 | 20    |
| 16    | 80 a 84 | 12    |
| 40    | 75 a 79 | 28    |
| 72    | 70 a 74 | 84    |
| 44    | 65 a 69 | 72    |
| 96    | 60 a 64 | 84    |
| 96    | 55 a 59 | 112   |
| 244   | 50 a 54 | 208   |
| 244   | 45 a 49 | 240   |
| 224   | 40 a 44 | 240   |
| 216   | 35 a 39 | 180   |
| 132   | 30 a 34 | 176   |
| 120   | 25 a 29 | 116   |
| 140   | 20 a 24 | 108   |
| 276   | 15 a 19 | 240   |
| 220   | 10 a 14 | 172   |
| 196   | 5 a 9   | 164   |
| 120   | 0 a 4   | 156   |

## Economia
El 2007 la població en edat de treballar era de 3.552 persones, 2.650 eren actives i 902 eren inactives. De les 2.650 persones actives 2.522 estaven ocupades (1.315 homes i 1.207 dones) i 127 estaven aturades (63 homes i 64 dones). De les 902 persones inactives 375 estaven jubilades, 357 estaven estudiant i 170 estaven classificades com a «altres inactius».

### Ingressos
El 2009 a Changé hi havia 1.970 unitats fiscals que integraven 5.322 persones, la mediana anual d'ingressos fiscals per persona era de 22.063 €.

### Activitats econòmiques
Dels 365 establiments que hi havia el 2007, 3 eren d'empreses extractives, 5 d'empreses alimentàries, 5 d'empreses de fabricació de material elèctric, 1 d'una empresa de fabricació d'elements pel transport, 27 d'empreses de fabricació d'altres productes industrials, 40 d'empreses de construcció, 78 d'empreses de comerç i reparació d'automòbils, 21 d'empreses de transport, 15 d'empreses d'hostatgeria i restauració, 3 d'empreses d'informació i comunicació, 36 d'empreses financeres, 15 d'empreses immobiliàries, 74 d'empreses de serveis, 27 d'entitats de l'administració pública i 15 d'empreses classificades com a «altres activitats de serveis».
Dels 75 establiments de servei als particulars que hi havia el 2009, 1 era una oficina del servei públic d'ocupació, 1 oficina de correu, 2 oficines bancàries, 1 funerària, 12 tallers de reparació d'automòbils i de material agrícola, 1 taller d'inspecció tècnica de vehicles, 2 establiments de lloguer de cotxes, 1 autoescola, 3 paletes, 6 guixaires pintors, 6 fusteries, 5 lampisteries, 8 electricistes, 1 empresa de construcció, 4 perruqueries, 2 veterinaris, 9 restaurants, 8 agències immobiliàries, 1 tintoreria i 1 saló de bellesa.
Dels 9 establiments comercials que hi havia el 2009, 1 era un supermercat, 2 fleques, 2 carnisseries, 1 una botiga d'electrodomèstics, 2 botigues de material esportiu i 1 una floristeria.
L'any 2000 a Changé hi havia 79 explotacions agrícoles que ocupaven un total de 2.220 hectàrees.

## Equipaments sanitaris i escolars
El 2009 hi havia 1 psiquiàtric i 2 farmàcies.
El 2009 hi havia 1 escola maternal i 2 escoles elementals.
```
Disposava d'una unitat de formació universitària i recerca.
```

## Poblacions més properes
El següent diagrama mostra les poblacions més properes.